# Natura 2000-område nr. 100 Sølsted Mose
 Natura 2000-område nr. 100 Sølsted Mose består af består af Habitatområde nr. H89 . Området ligger i Tønder Kommune i vandplanopland 4.1 Kruså-Vidå . Hele området omfatter
155 hektar hvoraf 103 ha ejes af Fugleværnsfonden der erhvervede det i 1993, 1996 og 2013 for at bevare og forbedre den sjældne hede- og højmose som et fristed for dyr
og planter. Der er anlagt et stisystem for besøgende i mosen. Det ligger mellem Bredebro og Tønder.
Sølsted Mose er en nedbrudt højmose med spredte tørvegrave, kratskov og enkelte engarealer. Området er udpeget for at beskytte nogle mosenaturtyper og fiskearten dyndsmerling som har sin eneste ynglelokalitet i Danmark her. Arten har været kendt siden
1970'erne og er fundet i de vandløb, der afvander mosen til den nordligt beliggende Sejersbæk.
Sølsted Mose er omfattet af et EU LIFE-projekt, hvis overordnede formål er at genskabe større arealer med aktiv højmose samt at sikre dyndsmerlingen.

## Eksterne kilder og henvisninger
1. ↑  Hovedvandopland 4.1 Vidå - Kruså 2009-2015. Arkiveret 5. oktober 2017 hos  Wayback Machine på mst.dk
2. ↑  Folder om Sølsted Mose på fuglevaernsfonden.dk
3. ↑  LIFEprojekt Sølsted Mose 2011-2016 på soelstedmose.dk
4. ↑  Final Report EU LIFE Sølsted Mose

- Naturplanen Arkiveret 13. oktober 2017 hos  Wayback Machine
- Basisanalysen 2016-21 Arkiveret 13. oktober 2017 hos  Wayback Machine